# ARROWS (ラジオ番組)
『ARROWS』（アローズ）は、2022年4月3日から2024年3月31日までJ-WAVEで放送されていたラジオ番組。

## 概要
チャラン・ポ・ランタンのボーカル「もも」がナビゲーターを務めていた日曜朝のワイド番組で、毎週日曜 6:00 - 9:00（日本標準時）に放送。『ARROWS』というタイトルは、不安多き現代社会においてポジティブな未来を目指す、その矢印・道しるべに番組がなることを願って付けられている。
番組は、リスナー各々のより良い未来の創出を念頭に置いた内容で放送。各回の特集テーマに対してリスナーから寄せられた疑問を取り上げていき、それらをラジオ放送を通じてシェアし共に考えていく番組となっていた。また、未来の担い手である子どもたちをJ-WAVEが支援する『J-WAVEこどもみらいプロジェクト』との連動番組にもなっていた。

## ナビゲーター
- もも（チャラン・ポ・ランタン）
- 長井優希乃 - 『JUST A LITTLE LOVIN'』のナビゲーター。2022年12月18日に代理出演[4]。

## コーナー

### 番組終了時のコーナー
- 6:15 - OUR VOICES[5]
- 7:00 - 7:15 LITTLE SUNSHINE CLUB（担当：もも）[3]
- 7:35 - 7:55 SARAYA ENJOY! NATURAL STYLE（担当：野村友里）[3] - 前番組『MAKE MY DAY』からの継続コーナー。
- 8:10 - QUALITY CONTENT[5]
- 8:35 - 8:40 hummingbird SERENDIPITY CONNECTION（担当：もも）[3][6]

### 途中で終了したコーナー
- 8:35 - 8:40 Humming SUSTAINABLE ACTION（担当：もも）[1][2]